# Natondé Aké
Natondé Aké, né le 2 février 1970 à Covè, est un homme politique et entrepreneur béninois. Professeur des techniques quantitatives de gestion, promoteur de la Haute Ecole de Commerce et de Management (HECM) à partir de 2002, ancien ministre, trois fois député à l'Assemblée Nationale dont la troisième en janvier 2023. Ancien candidat aux présidentielles de 2016, il est fait Commandeur de l’Ordre National du Bénin en août 2021.

## Biographie

### Origines et études
Natondé Aké naît  le 02 février 1970 à Covè dans le département du Zou. Il est le fils du feu Amagninou Aké, décédé en septembre 2023.
Double bachelier (Bac série C obtenu en 1988 Bac et G2 en 1991), il obtient en 2022 le diplôme d’Etudes Approfondies (DEA) ès Sciences de Gestion à la Faculté des Sciences et de Gestion de l'Université d'Abomey-Calavi.

### Vie privée et familiale
Il est marié et père de 3 enfants.

### Carrière professionnelle
Chef Comptable à la Société Fruitex Industrie à 23  ans, il exerce comme enseignant des techniques quantitatives de gestion et intendant au Groupe PIGIER (Cotonou) de 1995 à 1999 où il a participé à la création de la Haute Ecole de Commerce et de Management (HECM) avant d'être le président directeur général. En 2002, il devient consultant-formateur en gestion et Président Directeur Général de Radio Tonassé  en 2003. Il le reste jusqu'à embrasser la carrière politique.

### Parcours politique
Deux fois ministre (de l'enseignement secondaire et technique puis des Travaux publics et Transports) sous Boni Yayi, il est élu pour la première fois député en 2015 sur la liste du parti FCBE. À 46 ans en 2015, il se présente candidat aux présidentielles se démarquant de la mouvance et son candidat Lionel Zinsou pour faire cavalier solitaire. En 2019, il est élu une deuxième fois député avec le parti Union Progressiste, qui devient Union Progressiste le renouveau en 2022, où il est élu une troisième fois député en 2023 avec cette même formation politique. Au parlement, Aké Natondé prend la tête du groupe parlementaire « UP le Renouveau » en février 2023.

### Décorations
En août 2021:  il est fait Commandeur de l’Ordre National du Bénin. « Les impacts laissés par lui à tous les postes, au parlement, son engagement, ses sacrifices pour la nation et ses concitoyens, ont convaincu le Président de la République, Grand Maître de l’Ordre National », souligne la Grande Chancelière de l’Ordre National du Bénin.
En 2022: il est distingué au Prix du Leadership de Speak Up Africa à Dakar au Sénégal .